# Sjöguden

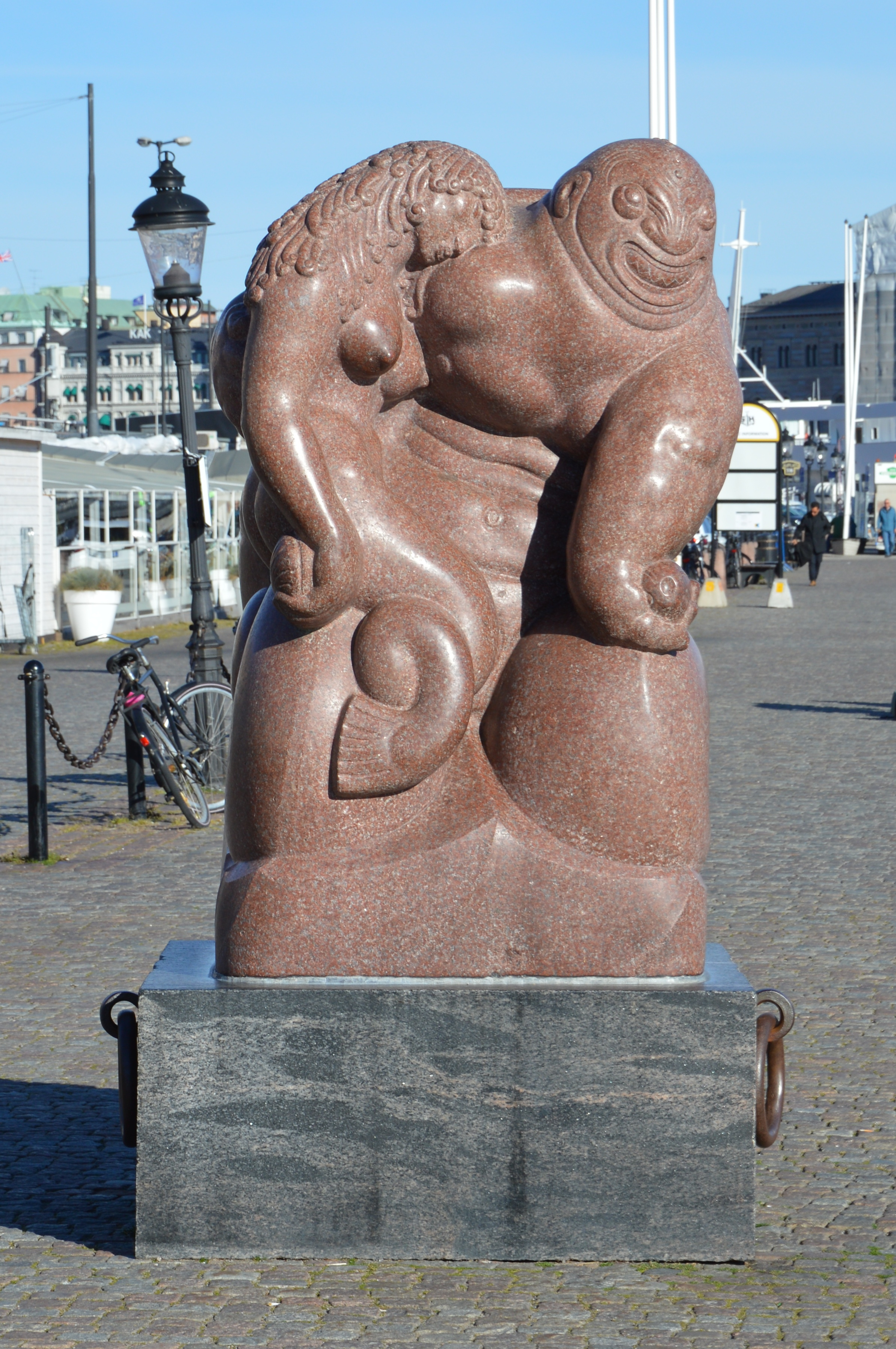
Skulptur Sjöguden, 2016

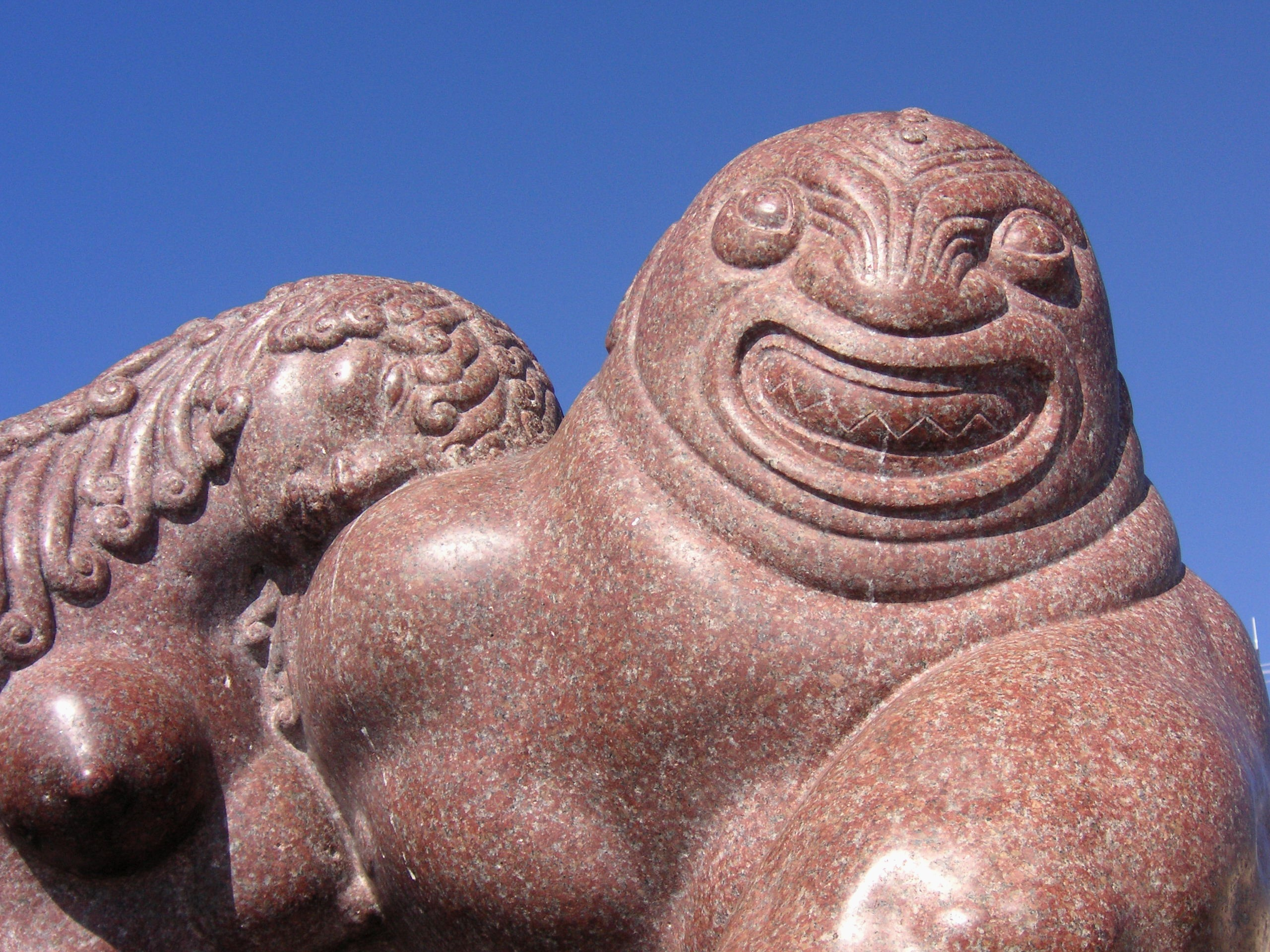
Gesicht des Seeungeheuers

Sjöguden ist der Name einer Skulptur im Stockholmer Stadtteil Gamla stan in Schweden.

## Lage
Sie befindet sich im südlichen Teil des Skeppsbron, der Kaianlage der Stockholmer Altstadt, unweit des Anlegers Räntmästartrappan, nur wenige Meter vom Ufer entfernt.

## Gestaltung und Geschichte
Die Skulptur wurde im Jahr 1913 vom Bildhauer Carl Milles geschaffen, jedoch erst 1930 an ihrem heutigen Standort aufgestellt. Milles plante insgesamt zehn solcher Skulpturen, die entlang der Kaimauer aufgestellt werden sollten und zum Festmachen von Schiffen dienen. Sjöguden war jedoch die einzige Skulptur, die von diesem Vorhaben auch tatsächlich umgesetzt wurde.
Die mit einer sehr glatten Oberflächenstruktur ausgeführte Skulptur stellt ein lächelndes Seeungeheuer dar, das eine Meerjungfrau an sich drückt. Als Material wurde für die Skulptur selbst roter Granit genutzt. Die 1,80 Meter hohe und 1,10 Meter breite und 1,10 Meter tiefe Figur steht auf einem 0,5 Meter hohen Sockel aus schwarzem Granit, mit einer Grundfläche von etwa 1,30 mal 1,30 Meter. An den Seitenkanten des Sockels sind Ringe für die Befestigung von Schiffstauen eingelassen.
Bei der Gestaltung dieser Skulptur ließ sich Milles von deutschen Einflüssen inspirieren. Es war die letzte Skulptur des Künstlers, in der er so glatte Oberflächen einsetzte.